# Fondation Alberto et Annette Giacometti
La Fondation Alberto et Annette Giacometti est une institution française privée reconnue d'utilité publique en décembre 2003,,. 
Elle a pour but la protection, la diffusion et le rayonnement de l’œuvre d'Alberto Giacometti. Elle a son siège à Paris et est présidée par Henri Loyrette. La direction a été confiée début 2014 à Catherine Grenier, conservatrice du patrimoine, ancienne directrice adjointe au musée national d'art moderne, Centre Georges-Pompidou, Paris. En juin 2018, la fondation ouvre un espace d'exposition et de recherche : l'Institut Giacometti, 5 rue Victor-Schœlcher. En 2022, la fondation annonce l'ouverture à l'horizon 2026 d'un musée-école dans le bâtiment anciennement occupé par Air France à la gare des Invalides.

## Fondation
La Fondation est la légataire universelle d’Annette Giacometti, veuve de l’artiste, décédée en 1993. Elle possède la plus grande collection au monde d'œuvres d'Alberto Giacometti : 95 peintures, 260 bronzes, 550 plâtres, des milliers de dessins et de gravures. La Fondation possède aussi un très riche fonds d’archives et de documentation qui éclaire la création de l'artiste : correspondance, manuscrits pour les textes publiés, notes et carnets de dessins, plaques de cuivre, ainsi qu’une grande partie de sa bibliothèque : revues, livres, catalogues d'exposition, journaux, dont certains sont le support de ses annotations ou de ses dessins.
La Fondation établit le catalogue raisonné des œuvres authentiques de l'artiste, commencé par sa veuve. Elle organise aussi des expositions à partir de son fonds, et consent des prêts et des dépôts. La collection des œuvres d’Alberto Giacometti n’est pas visible dans les locaux de la Fondation, mais est progressivement mise en ligne sur la base de données de son site Internet.

### Administration et fonctionnement
La Fondation est administrée par un conseil de huit membres, parmi lesquels deux représentants du gouvernement français (membres de droit : le Ministre de l’Intérieur et le Ministre de la Culture et de la Communication) et un représentant de la Fondation Alberto Giacometti à Zürich (Alberto Giacometti-Stiftung).

### Missions
La Fondation a pour but la protection, la diffusion et le rayonnement de l’œuvre d’Alberto Giacometti. Elle participe à diverses manifestations culturelles dans le monde. Elle conçoit et organise des expositions monographiques et thématiques, organise des colloques et conférences, et prête les œuvres de sa collection à des musées et institutions culturelles.
La Fondation conserve les archives d'Alberto et Annette Giacometti qu'elle détient. Elle met ses archives à disposition des chercheurs et travaille à l'établissement d'un catalogue raisonné de l’œuvre. 
Avec les autres ayants droit d'Alberto Giacometti, la Fondation Alberto et Annette Giacometti a formé en 2004 le Comité Giacometti, un comité d’authentification qui délivre sur demande des certificats d'authenticité aux œuvres d'Alberto Giacometti.

### Principales expositions
De nombreuses expositions ont été coorganisées par la Fondation avec des musées dans le monde :
2022
- Alberto Giacometti. Un arbre comme une femme, une pierre comme une tête, Institut Giacometti, Paris, France[7]
- Alberto Giacometti - Douglas Gordon. The morning after, Institut Giacometti, Paris, France[8]

2021
- Picasso-Giacometti, Museum Voorlinden, Wassenaar, Pays-Bas[9]
- Alberto Giacometti - Peter Lindbergh, capturer l'invisible, MMIPO - Museu da Misericordia de Porto, Porto, Portugal[10]

2011
- Alberto Giacometti. Une Rétrospective. Collections de la Fondation Alberto et Annette Giacometti, Paris, avec de musée Picasso, Malaga, Espagne [11]

2010
- Alberto Giacometti : La Femme au chariot, avec le Musée Wilhelm Lehmbruck de Duisbourg[12], Allemagne
- Daniel Buren - Alberto Giacometti. Œuvres contemporaines 1964-1966, avec la Galerie Kamel Mennour[13], Paris, France

2008
- En perspective, Giacometti, avec le Musée des beaux-arts de Caen, Caen, France [14]

2007
- L’Atelier de Giacometti avec le Musée national d’art moderne Centre Georges-Pompidou, Paris, France [15]
- Alberto Giacometti, œuvre gravé avec la Bibliothèque nationale de France, site Richelieu, Paris, France [16]

2006
- Alberto Giacometti - Isaku Yanaihara avec le Tokyo Shimbun : exposition itinérante au Japon, coorganisée avec le Kamakura & Hayama Museum of Modern Art[17], le Hyōgo Prefectural Museum of Art, Kobe, Japon[18], et le Kawamura Memorial Museum of Art, Sakura (Chiba), Japon[19]
- Alberto Giacometti - Bjor Hjörth avec le Liljevlachs Konsthall, Stockholm, Suède[20]

### Publications
- Serena Bucalo-Mussely, Albert Dichy, Thierry Dufrêne, Giacometti / Genet. L’atelier d’ Alberto Giacometti vu par Jean Genet, Editions Fage, Lyon, Fondation Giacometti, Paris 2018  (ISBN 978-2-84975-537-2)
- Valérie Fletcher, Catherine Grenier, Karole PB Vail, Alberto Giacometti, Solomon R. Guggenheim Museum, New York, Fondation Giacometti, Paris, 2018
- Catherine Grenier, Ulf Küster, Michael Peppiatt, Hugo Daniel, Sylvie Felber, Giacometti – Bacon, Hatje Cantz, Bâle et Fondation Giacometti, Paris, 2018  (ISBN 978-3-7757-4417-1)
- Catherine Grenier, Petra Joos, Mathilde Lecuyer-Maillé, Alberto Giacometti, Giacometti, Musée des Beaux-Arts du Québec et Fondation Giacometti, Paris, 2018  (ISBN 978-2-551-26179-6)
- Alberto Giacometti, Christian Alandete, À travers Paris, Les cahiers dessinés, Paris et Fondation Giacometti, Paris, 2018  (ISBN 979-10-90875-62-3)
- Alberto Giacometti, Mathilde Lecuyer-Maillé, Paris sans fin, Les cahiers dessinés, Paris et Fondation Giacometti, Paris, 2018  (ISBN 979-10-90875-59-3)
- Catherine Grenier, Frances Morris, Mathilde Lecuyer et Lena Fritsch (dir), Giacometti, Londres, Tate Publishing, 2017  (ISBN 978-1-84976-504-6)
- Catherine Grenier (dir.) et Serena Bucalo, Alberto Giacometti, rétrospective, Rabat, Fondation nationale des musées du Maroc / Paris, Fondation Alberto et Annette Giacometti, 2016.
- Catherine Grenier, Christian Alandete, Cecilia Braschi, Alberto Giacometti, Landerneau, Fonds Hélène&Edouard Leclerc, Paris, Fondation Giacometti, 2015  (ISBN 978-2-9546155-4-7)
- Catherine Grenier (sous la direction de), Serena Bucalo, Grazia Livi, Giorgio Soavi, Alberto Giacometti, Milan, 24Ore Cultura et Galleria d'Arte Moderna, Paris, Fondation Giacometti, 2014  (ISBN 978-8866482253)
- Daniel Buren, Véronique Wiesinger et Bernard Blistène, Daniel Buren & Alberto Giacometti. Œuvres contemporaines 1964-1966, Paris, Éditions Kamel Menour, 2010 (ISBN 978-2-914171-36-6)
- Gottlieb Leinz et Véronique Wiesinger, Alberto Giacometti. Die Frau auf dem Wagen, Triumph und Tod, Munich, Himmer Verlag, 2010, 224 p. (ISBN 978-3-7774-2411-8)
- Valentina Castellani, Andrea Crane, John Good et Véronique Wiesinger, Alberto Giacometti. Francis Bacon. Isabel and Other Intimate Strangers, New York, Gagosian Gallery, 2008 (ISBN 978-1-932598-78-0 et 1-932598-78-2)
- Véronique Wiesinger (sous la direction de), L’atelier d’Alberto Giacometti. Collection de la Fondation Alberto et Annette Giacometti, Paris, Éditions du Centre Georges Pompidou, 2007, 417 p. (ISBN 978-2-84426-332-2)
- Alberto Giacometti, Écrits, nouvelle édition revue et augmentée sous la direction de la Fondation Alberto et Annette Giacometti, Paris, Hermann, 2007, 607 p. (ISBN 978-2-7056-6703-0)